# Мерідіан-Гіллс (Індіана)
Мерідіан-Гіллс (англ. Meridian Hills) — місто (англ. town) в США, в окрузі Меріон штату Індіана. Населення — 1774 особи (2020).

## Географія
Мерідіан-Гіллс розташований за координатами 39°53′15″ пн. ш. 86°9′24″ зх. д. / 39.88750° пн. ш. 86.15667° зх. д. (39.887379, -86.156738).  За даними Бюро перепису населення США в 2010 році місто мало площу 3,82 км², уся площа — суходіл.

## Демографія
Згідно з переписом 2010 року, у місті мешкало 1616 осіб у 644 домогосподарствах у складі 477 родин. Густота населення становила 423 особи/км².  Було 684 помешкання (179/км²).
Расовий склад населення:
| - 95,9 % — білих - 1,2 % — чорних або афроамериканців - 1,1 % — азіатів - 0,1 % — вихідців з тихоокеанських островів - 0,1 % — корінних американців |

До двох чи більше рас належало 1,2 %. Частка іспаномовних становила 1,7 % від усіх жителів.
За віковим діапазоном населення розподілялося таким чином: 24,3 % — особи молодші 18 років, 56,4 % — особи у віці 18—64 років, 19,3 % — особи у віці 65 років та старші. Медіана віку мешканця становила 47,8 року. На 100 осіб жіночої статі у місті припадало 96,4 чоловіків;  на 100 жінок у віці від 18 років та старших — 92,9 чоловіків також старших 18 років.
Середній дохід на одне домашнє господарство  становив 230 325 доларів США (медіана — 119 830), а середній дохід на одну сім'ю — 260 047 доларів (медіана — 146 354). Медіана доходів становила 101 771 долар для чоловіків та 75 417 доларів для жінок. За межею бідності перебувало 5,7 % осіб, у тому числі 0,5 % дітей у віці до 18 років та 0,0 % осіб у віці 65 років та старших.
Цивільне працевлаштоване населення становило 790 осіб. Основні галузі зайнятості: освіта, охорона здоров'я та соціальна допомога — 27,5 %, науковці, спеціалісти, менеджери — 17,5 %, фінанси, страхування та нерухомість — 12,4 %, виробництво — 11,3 %.